# Comuna Mareanivka, Mîhailivka
Mareanivka (în ucraineană Мар`янівка) este o comună în raionul Mîhailivka, regiunea Zaporijjea, Ucraina, formată din satele Mareanivka (reședința), Mîkolaiivka, Molodijne, Novomîkolaiivka, Oleksandrivka, Pidhirne și Solodke.

## Demografie
Componența lingvistică a comunei Mareanivka
     Ucraineană (53,79%)
     Rusă (45,27%)
     Alte limbi (0,79%)
Conform recensământului din 2001, majoritatea populației comunei Mareanivka era vorbitoare de ucraineană (53,79%), existând în minoritate și vorbitori de rusă (45,27%).